# Laserkreisel

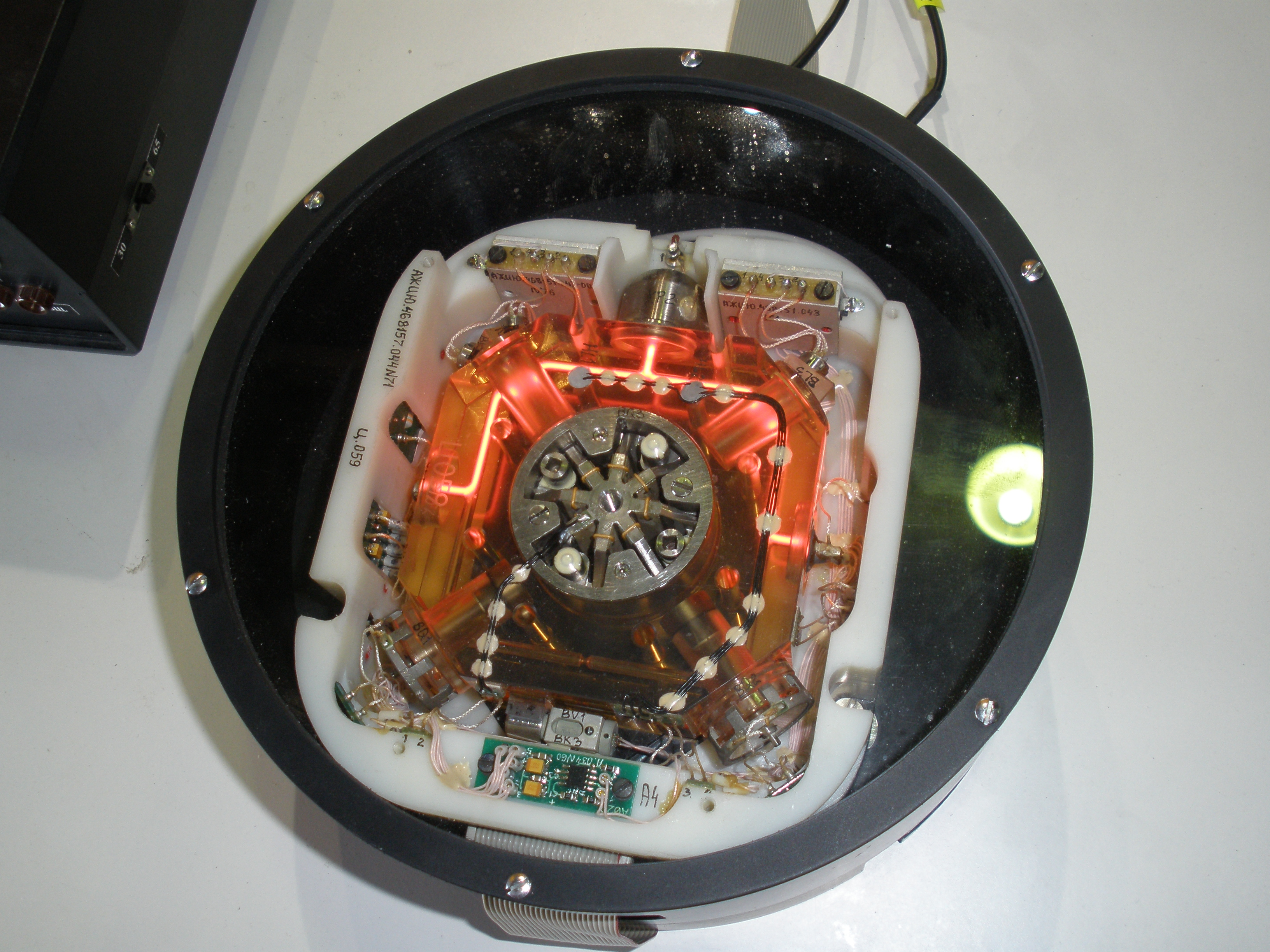
Ringlaser in einem Gyroskop

Wird ein Laser nicht, wie sonst üblich, mit einem durch zwei parallele Spiegel begrenzten linearen Resonator betrieben, sondern mit einem Resonator, der in einer Ebene ringförmig in sich selbst zurückläuft, so spricht man von einem Ringlaser. Die Ringform kann durch eine passend gelegte Glasfaser oder durch eine Anordnung von mehreren Spiegeln realisiert sein. Die im Resonator erzeugte stehende Welle behält ihre Richtung im Raum bei, wenn die Anordnung in ihrer Ebene gedreht wird. Ein Gerät, das die stehende Welle zu beobachten gestattet, kann daher wie ein Kompass benutzt werden, um Richtung und Richtungsänderungen zu beobachten. Es wird daher als Laserkreisel bezeichnet, wobei der Wortteil „-kreisel“ an „Kreiselkompass“ erinnern soll. Ein Laserkreisel enthält keine beweglichen Teile, arbeitet verschleißfrei und hochgenau. Das in diesem Zusammenhang gelegentlich erwähnte Sagnac-Interferometer unterscheidet sich vom Laserkreisel dadurch, dass es Licht einer ortsfesten Lichtquelle in den drehbaren Teil der Anordnung einkoppelt, und nicht deren Richtung, sondern ihre Winkelgeschwindigkeit misst.

## Prinzip

Prinzip eines Laserkreisels

### Aufbau

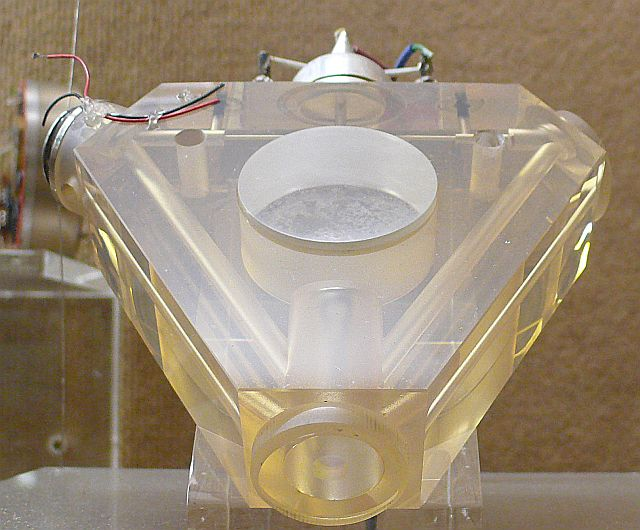
Laserkreisel

Ein Ringlaser besteht aus einem ringförmig geschlossenen Resonator, in dem eine Teilstrecke zur Verstärkung der Strahlung mittels stimulierter Emission (Laser) ausgebaut ist. Da alle anderen Strahlen sich durch Überlagerung auslöschen, bleiben zur weiteren Verstärkung nur solche Strahlen (Moden) übrig, die eine stehende Welle bilden. Das ergibt zwei entgegengesetzt umlaufende jeweils kohärente Strahlen gleicher Wellenlänge. Die Verstärkerstrecke muss dabei mindestens soviel Energie in die Welle eintragen, dass die Verluste ausgeglichen werden, die z. B. durch die nicht zu 100 % reflektierenden Spiegel entstehen. Im Gegensatz zum gewöhnlichen, linearen Laser, bei dem die begrenzenden Spiegel Schwingungsknoten erzwingen, ist im Ringlaser die Phase, also die Lage der Maxima und Minima der stehenden Welle zufällig. Eine stehende Welle setzt voraus, dass die entgegengesetzt umlaufenden Strahlen exakt gleich lange Wege haben. Bei einer Drehung würde aber vorübergehend der eine Weg verlängert, der andere verkürzt werden. Einmal entstanden hält die stehende Welle daher ihre Position im Raum sehr beharrlich bei. Darauf beruht die Verwendung der Anordnung als „Kompass“ (treffender: Kurskreisel). Die Welle lässt sich allerdings kaum direkt beobachten, da das Einbringen etwa einer Mattscheibe, die die Maxima zeigen soll, dem umlaufenden Licht mehr Energie entziehen würde, als die Verstärkerstrecke nachliefern kann; die Welle würde zusammenbrechen. Um die stehende Welle dennoch zu beobachten, koppelt man von den in beiden Richtungen umlaufenden Strahlen jeweils einen so geringen Anteil aus, dass die Verstärkerstrecke den Verlust ersetzen kann, und bringt diese Teilstrahlen zur Interferenz an einem Detektor.

### Effekt und Beobachtung von Lageänderungen
Da die ausgekoppelten Teilstrahlen die gleiche Frequenz haben wie die stehende Welle und mit dieser in der Phase fest gekoppelt sind, beobachtet man mit den Interferenzstreifen indirekt die stehende Welle selbst. Wird die Anordnung in der Ebene des Strahlengangs rotiert, so wandern beide Teilstrahlen durch das Beobachtungsfeld und zeigen damit die Drehung des Geräts an. Durch einen solchen Ausbau wird also ein Ringlaser zum Laserkreisel.

### Besondere Anforderungen an den Aufbau
Bei der Anordnung der Spiegel ist zu berücksichtigen, dass eine stehende Welle nur zustande kommt, wenn die Länge des Lichtpfades ein ganzzahliges Vielfaches der Wellenlänge ist. Verschiedene Lichtstrahlen folgen im Resonator unterschiedlichen parallelen Pfaden, die folglich alle genau die gleiche Länge haben müssen. Bei quadratischen Resonatorringen ist das geometrisch gesehen kein Problem. Bei dreieckigen Ringresonatoren, wie in der einen Abbildung gezeigt, ist die Bedingung aber nur zu erfüllen, indem die stehende Welle den Resonator zweimal durchläuft, was allerdings im Betrieb nicht auffällt. Im Übrigen bedeutet die Forderung, allen Lichtpfaden die gleiche Länge zu geben, dass die Spiegel sehr genau justiert sein müssen. 
Eine besonders preisgünstige Bauart ersetzt den von mehreren Spiegeln gebildeten Umlauf durch eine Glasfaser zwischen Laserdiode und Fotodiode, die  zur Steigerung der Genauigkeit mehrfach im Kreis gelegt werden kann. Damit wird das Problem der präzise zu justierenden Spiegel umgangen.

## Lock-in-Effekt
Bei kleinen Drehraten tritt ein fundamentales Problem auf, der Lock-in-Effekt: An jedem Spiegel treten nicht nur Reflexion und Transmission, sondern auch Streuung auf. Ein kleiner Teil des Streulichts koppelt in die entgegengesetzte Umlaufrichtung ein.
Dadurch beeinflussen sich beide Laserschwingungen. Dies führt dazu, dass bei Drehraten unterhalb der Lock-in-Schwelle beide Laserschwingungen exakt die gleiche Frequenz haben. Bei höheren Drehraten ist die Differenzfrequenz immer noch kleiner als nach der obigen Theorie berechnet.
Prinzipiell wäre diese Nichtlinearität kein Problem, solange man nur Rotationsraten oberhalb der Lock-in-Schwelle messen möchte – man könnte den Effekt herausrechnen. Die Lock-in-Schwelle ist jedoch nicht konstant, sie hängt von der Stärke der Streuung ab, und die Streuung wird unter anderem von der Anzahl der Staubteilchen auf den Spiegeln beeinflusst. Außerdem interferieren die an den vier Spiegeln rückgestreuten Wellen miteinander. Das führt, je nach Phasenlage, zu Verstärkung oder Abschwächung.
Dadurch ist die Rückstreuung und somit der Lock-in-Effekt extrem stark vom Abstand der Spiegel abhängig. Sie müssen weiterhin sehr stabil und auf einer Grundplatte mit extrem kleiner thermischer Ausdehnung aufgebaut sein.
Zusätzlich muss die Temperatur sehr gut konstant gehalten werden.
Um den Lock-in-Effekt zu umgehen, wird beispielsweise in der Luftfahrttechnik der komplette Laserkreisel entweder mit konstanter Winkelgeschwindigkeit in Rotation (rate bias technique) oder in eine Zitterschwingung (Dithering) versetzt. Dadurch misst man auch bei ruhendem Trägersystem eine Rotation und befindet sich immer weit oberhalb der Lock-in-Schwelle.

## Anwendungen
Laserkreisel werden in der Luft- und Raumfahrt, aber auch in militärischen Landfahrzeugen sowie auf Marineschiffen als Navigationshilfe eingesetzt und sind dabei meist Teil eines inertialen Navigationssystems (INS). Für die dreidimensionale Bestimmung der Lage braucht man mindestens drei Laserkreisel, die in drei zueinander senkrechten Ebenen installiert sind. Auf zivilen kommerziellen Flugzeugen werden sie zunehmend mit GPS-Empfängern kombiniert, da mittels GPS bestimmte Positionen langfristig genauer und mittels INS bestimmte Positionen kurzfristig genauer sind. Die Systeme ergänzen sich somit.
In Militärflugzeugen und zivilen kommerziellen Flugzeugen haben sie weiterhin eine Bedeutung als zusätzliche Sicherheit, falls das GPS (Global Positioning System) ausfallen oder gestört werden sollte. Im militärischen Bereich ist zudem von Vorteil, dass der Laserkreisel keine Hochlaufzeit wie ein mechanisches Kreiselinstrument (Kurskreisel, Gyroskop) benötigt. Gyroskope oder Kreiselkompasse sind jedoch oft dennoch redundant vorhanden, da diese mechanisch arbeiten und daher auch bei Stromausfall ihre Richtungsinformation beibehalten.
In der privaten Luftfahrt begnügt man sich oft aus Kostengründen mit mechanischen Kurskreiseln.
Ringlaser werden auch in der Geodäsie zur Messung der Rotationskomponente von Erdbeben und der kontinuierlichen Messung der Erdrotation eingesetzt. Hier verwendet man einen ruhenden Ringlaser und bemüht sich durch aufwändige Klimatisierung, die Lock-in-Schwelle konstant zu halten.
In kommerziellen Anwendungen findet der Laserkreisel seinen Einsatz in der Vermessung von Pipelines oder Kameras auf Flugzeugen zur luftgestützten Vermessung von Objekten wie Gebäuden oder Landschaftstopologien (LIDAR oder Ortho-Photogrammetrie) oder in der punktgenauen Navigation von Bohrgeräten im Bereich des Horizontalbohrens unter der Erde (sogenannter No-dig-Leitungsbau).
Auch Unterwasser-Roboter werden mit Laserkreiseln navigiert, wenn es um höchste Genauigkeit bei autonomen Einsätzen über viele Stunden oder Tage geht.